# Flaxweiler
Flaxweiler (lussemburghese: Fluessweiler) è un comune del Lussemburgo sud-orientale. Fa parte del cantone di Grevenmacher, nel distretto omonimo.
Nel 2001, il paese di Biwer, capoluogo del comune che si trova nella parte nord-occidentale del suo territorio, aveva una popolazione di 338 abitanti. Le altre località che fanno capo al comune sono Beyren, Gostingen, Niederdonven e Oberdonven.

## Elenco dei sindaci
| Nome                               | Inizio mandato | Fine mandato |
| ---------------------------------- | -------------- | ------------ |
| Michel Metzdorf                    | 1806           | 1810         |
| Pierre Stemper                     | 1810           | 1812         |
| Jean Nielles                       | 1813           | 1816         |
| François Strasser                  | 1816           | 1819         |
| Jean Huberty                       | 1819           | 1825         |
| Jean Peters (primo mandato)        | 1825           | 1830         |
| Michel Pettinger (primo mandato)   | 1830           | 1839         |
| Jean Peters (secondo mandato)      | 1840           | 1848         |
| Michel Pettinger (secondo mandato) | 1848           | 1854         |
| Jean-Pierre Huberty                | 1854           | 1867         |
| Michel Engel                       | 1867           | 1876         |
| Antoine Boss                       | 1876           | 1887         |
| Adolphe Musquar                    | 1889           | 1895         |
| Jean Molitor                       | 1895           | 1928         |
| Michel Schritz                     | 1929           | 1944         |
| Jean Sturm                         | 1945           | 1945         |
| Edouard Steffes                    | 1946           | 1965         |
| Eugène Kauffmann                   | 1966           | 1970         |
| Roger Lenert                       | 1970           | 2005         |
| Théo Weirich                       | 2005           | In carica    |